# فرودگاه مواندا
فرودگاه مواندا (به انگلیسی: Moanda Airport) یک فرودگاه همگانی با کد یاتا MFF است . این فرودگاه در شهر مواندا کشور گابن قرار دارد و در ارتفاع ۵۷۲ متری از سطح دریا واقع شده‌است.